# 海斯鎮區 (愛荷華州艾達縣)
海斯鎮區（英語：Hayes Township）是位於美國愛荷華州艾達縣的一個行政鎮區。

## 地方資料
根據2010年美國人口普查的數據，海斯鎮區的面積為92.61平方千米，當中陸地面積為92.59平方千米，而水域面積為0.02平方千米。當地共有人口180人，而人口密度為每平方千米1.94人。